# Nyamicuba
Nyamicuba är ett periodiskt vattendrag i Burundi.   Det ligger i provinsen Makamba, i den södra delen av landet, 120 km söder om huvudstaden Bujumbura.
Omgivningarna runt Nyamicuba är en mosaik av jordbruksmark och naturlig växtlighet. Runt Nyamicuba är det ganska tätbefolkat, med 80 invånare per kvadratkilometer.